# Francesco Antonioli
Francesco Antonioli (Monza, 14 september 1969) is een Italiaanse oud-doelman.

## Clubcarrière
Antonioli kende zijn grootste successen bij AS Roma waar hij in 2001 de scudetto, de landstitel won.

## Interlandcarrière
Antonioli speelde geen enkele wedstrijd voor Italië, maar was wel derde doelman op het EK 2000 in België en Nederland.

## Erelijst
AS Roma
- Serie A

2001